# Male Dole, Vojnik
Male Dole so naselje v Občini Vojnik.